# Ashen (jogo eletrônico de 2018)
Ashen é um RPG eletrônico de ação desenvolvido pelo estúdio neozelandês A44 e publicado pela Annapurna Interactive. Ele se passa em um ambiente de baixa fantasia e utiliza o motor de jogo Unreal Engine.

## Jogabilidade
O jogo se passa em um mundo sem Sol e conta a história de um personagem procurando por um lar. A jogabilidade é descrita como incluindo exploração de mundo aberto, cooperação ou competição com outros jogadores e combate contra monstros. O jogo é apresentado em uma visão de terceira pessoa, com visuais sutis em cel shading.
Ashen segue o estilo de Dark Souls de mecânicas e combate. Tanto o combate quanto a exploração do mundo aberto foram elementos chave no projeto do jogo. Elementos de multijogador incluem interações com outros jogadores, que são incorporadas no jogo ao fornecer elementos tradicionais de RPG como crafting. O combate inclui armas brancas e de longa distância.
O crescimento de personagem é dominado principalmente por equipamentos, ao invés de 'estatísticas' dos jogadores; "Talismãs", encontrados ou criados, são usados para melhorar as habilidades do personagem ou fornecer outras vantagens no jogo.

## Desenvolvimento
Material publicitário inicial para o jogo foi lançado no meio de 2014. Durante a conferência de imprensa da Microsoft na E3 2015, Ashen foi revelado como um exclusivo de lançamento para o Xbox sendo desenvolvido pelo Aurora44 (agora A44) sob o programa de desenvolvimento independente ID@Xbox. Elementos revelados em 2014 incluíam mecânicas de sobrevivência e de clima, como o vento como uma ajuda ou obstáculo. A geografia e ecossistemas do mundo seria modelados de forma realista, para favorecer estilos de jogo inteligentes dentro dos mecanismos de sobrevivência; além disso, a geografia natural seria baseada em uma geologia subjacente. Um dos inimigos do jogo é conhecido como "Gnaw" ("Corroer"), que tem a habilidade de erodir o ambiente "como ácido." Muito do segundo plano, cenário e sensação do mundo foi influenciado pelo livro A Estrada, de Cormac McCarthy. O combate foi descrito como similar ao da série Souls, sendo de alto risco, com energia sendo um fator importante da batalha.
Recursos de multijogador foram descritos como "passivos", significando que jogar com um parceiro ou parceiros não é obrigatório e completamente opcional, apesar de certas situações requererem jogabilidade cooperativa; aliados de inteligência artificial também seriam implementados. A jogabilidade multijogador inclui a conversão de um jogador humano para um personagem não jogável se puderem ser escoltados para a cidade do personagem principal; entretanto, tal personagem não será necessariamente totalmente benigno. Influências artísticas citadas inicialmente incluem Superbrothers: Sword and Sworcery EP, Shadow of the Colossus e a série The Legend of Zelda. Os desenvolvedores também afirmaram que foram influenciados pela história multijogador do jogo eletrônico DayZ.

## Lançamento
Apesar de inicialmente listado na Steam, Ashen foi mais tarde anunciado como temporariamente exclusivo à plataforma Epic Games Store por um ano. Mais tarde, ele também foi listado como temporariamente exclusivo à Microsoft Store e ao Xbox One. O jogo foi lançado em 7 de dezembro de 2018 para essas plataformas. Pouco mais de um ano depois de seu lançamento original, em 9 de dezembro de 2019, o jogo também foi lançado para Nintendo Switch e disponibilizado na plataforma Steam para PC. Em 12 de dezembro de 2019, ele também foi lançado para PlayStation 4.

## Recepção
Segundo o agregador de críticas Metacritic, Ashen recebeu "críticas geralmente favoráveis" em suas versões para Microsoft Windows e Xbox One, com uma nota média agregada de 81 de 100 e 78 de 100, respectivamente. Em sua versão para Nintendo Switch, o jogo recebeu "críticas mistas ou medianas", com uma nota média agregada de 71 de 100.
Ashen recebeu uma nota de 9/10 da GameSpot e 4 de 5 estrelas da GamesRadar+. A Eurogamer também elogiou o jogo, conferindo a ele o selo "Eurogamer Recommended" ("Recomendado"). Diversos críticos notaram uma similaridade entre o jogo e a série Souls, mais especificamente o jogo Dark Souls. Chris Carter, da Destructoid, criticou as lutas contra chefões, afirmando que "a maioria delas não são memoráveis." O redator disse ainda que o ponto mais forte do jogo são suas áreas de exploração e aventura. Brendan Caldwell, da Rock Paper Shotgun, comparou Ashen a outros jogos Soulslike, classificando o jogo como pior do que Dark Souls, mas melhor que outros jogos do gênero com as mesmas inspirações, como The Surge, Nioh ou Hollow Knight.

### Prêmios
| Ano  | Premiação                                             | Prêmio                                               | Resultado | Ref.   |
| ---- | ----------------------------------------------------- | ---------------------------------------------------- | --------- | ------ |
| 2017 | Game Critics Awards                                   | Melhor Jogo Independente                             | Indicado  | [ 30 ] |
| 2019 | National Academy of Video Game Trade Reviewers Awards | Jogo, RPG Original                                   | Indicado  | [ 31 ] |
| 2019 | National Academy of Video Game Trade Reviewers Awards | Trilha Sonora Original, Nova Propriedade Intelectual | Indicado  | [ 31 ] |
| 2019 | SXSW Gaming Awards                                    | Propriedade Intelectual Mais Promissora              | Indicado  | [ 32 ] |
| 2019 | Golden Joystick Awards                                | Jogo do Ano de Xbox                                  | Indicado  | [ 33 ] |